# Haunt
Haunt to amerykański film fabularny z 2013 roku, napisany przez Andrew Barrera oraz wyreżyserowany przez Maca Cartera. Jest to horror oraz debiutancki film pełnometrażowy Cartera. Jego fabuła skupia się na losach osiemnastolatka, który wprowadza się do nawiedzonego domu. Premiera obrazu odbyła się 6 listopada 2013 podczas uroczystej gali w Film Society of Lincoln Center w Nowym Jorku. 7 lutego 2014 Haunt został udostępniony klientom serwisów VOD w Stanach Zjednoczonych. Odbiór horroru przez krytyków był pozytywny.

## Obsada
- Harrison Gilbertson − Evan Asher
- Liana Liberato − Samantha „Sam” Richards
- Jacki Weaver − Janet Morello
- Ione Skye − Emily Asher
- Brian Wimmer − Alan Asher
- Danielle Chuchran − Sara Asher
- Ella Harris − Anita Asher
- Jan Broberg − Meredith Tanner
- Kasia Kowalczyk − demon